# والنتینیان سوم
والنتینیانِ سوّم با نام واقعی فلاویوس پلاسیدیوس والنتینیانوس (به لاتین: Flavius Placidius Valentinianus) (زادهٔ ۲ ژوئیه ۴۱۹ – درگذشتهٔ ۱۶ مارس ۴۵۵) امپراتور روم غربی از ۴۲۵ تا هنگام مرگش در ۴۵۵ بود.

## زندگی

### سال‌های آغازین
والنتینیان در ۴۱۹ زاده شد. او پسر کنستانتیوس (بعدتر امپراتور کنستانتیوس سوم) و گالا پلاچیدیا (خواهر ناتنی امپراتور هونوریوس) بود. هونوریوس، امپراتور وقت روم در ۴۲۱ کنستانتیوس را به امپراتوری مشترک با خود برگزید اما کنستانتیوس ۷ ماه بعد درگذشت. هونوریوس که جانشینی نداشت فرزند او والنتینیانوس را جانشین خود اعلام کرد، اما رفتار شیفته‌گونهٔ او با خواهر ناتنیش گالا پلاچیدیا سبب شد تا او در ۴۲۳ همراه با فرزندانش به دربار تئودوسیوس دوم در کنستانتینوپل در روم شرقی بگریزد.
هونوریوس در همان سال درگذشت و کاستینوس، ارشد سربازان و دشمن پلاچیدیا با سوء استفاده از نفوذ خود و غیبت والنتینیانوس، یکی از مقامات کشوری به نام یوآنس را به جای او بر تخت امپراتوری روم غربی نشاند.

### مقام سزاری
به دنبال این اتفاق نگرش روم شرقی نسبت به والنتینیانوس که تا آن زمان نه امپراتوری پدرش کنستانتیوس و نه جانشینی او را به رسمیت شناخته بودند عوض شد و تئودوسیوس دوم که مخالف حکومت یوآنس در روم غربی بود سرانجام کنستانتیوس سوم فقید را در حمایت از پسرش والنتینیانوس، به عنوان آگوستوس به رسمیت شناخت و والنتینیان را نیز به منظور آماده سازی برای تصاحب تاج و تخت امپراتوری روم غربی در ۴۲۴ در تسالونیکا به «سزار» ارتقا مقام داد. تئودوسیس سپس والنتینیانوس جوان را در همان سال به نامزدی دخترش لیچینیا اودوکسیا درآورد.

### امپراتوری روم غربی
امپراتوری روم شرقی در ۴۲۵ سپاهی را به فرماندهی آردابوریوس و آسپار برای فتح راونا، پایتخت روم غربی به آنجا گسیل داشت. گالا پلاچیدیا و فرزندانش نیز همراه با ناوگان روم شرقی به سوی ایتالیا حرکت کردند. این لشکرکشی با پیروزی همراه بود و یوآنس دستگیر و به حکم پلاچیدیا در مه یا ژوئن ۴۲۵ در آکیلیا اعدام گردید. به دنبال این پیروزی والنتینیانوس که در آن زمان ۶ سال بیشتر نداشت با عنوان آگوستوس به امپراتوری روم غربی رسید و چون سنش کم بود مادرش پلاچیدیا با عنوان نایب‌السلطنه ادارهٔ امور را در دست گرفت.
۲ سال پس از این پیروزی والنتینیانوس که اینک والنتینیان سوم نامیده می‌شد در ۴۳۷ و به منظور ازدواج با لیچینیا به قسطنطنیه بازگشت و در ۲۹ اکتبر همان سال با او ازدواج کرد.

### دوران حکومت
والنیتیان حکومت طولانی‌مدتی داشت با این حال هیچ یک از امور کشور توسط او مدیریت نمی‌شد. در نخستین سال‌های حکومتش این مادرش بود که زمام امور را در دست داشت و پس از ازدواجش در ۴۳۷ بیشتر قدرت واقعی در دست ارشد سربازان آئتیوس بود. در عین حال چنین بر می‌آمد که خود والنتینیان نیز که منابع تاریخی او را فردی لوس، لذت‌طلب و تحت تأثیر جادوگران و ستاره‌شناسان معرفی کرده‌اند، استعدادی برای فرمانروایی نداشت. با این حال امپراتور جوان در فعالیت‌های فیزیکی‌ای همچون سوارکاری، تیراندازی و دویدن از مهارت بالایی برخوردار بود. همچنین گفته می‌شود که والنتینیان، علی‌رغم داشتن همسری زیبا با زنان شوهردار نیز رابطه داشت.
والنتینیان تمام وقتش را بین رم و راونا تقسیم کرده بود و از آنجا که همچون مادرش فردی مذهبی بود به کلیساهای لورنس مقدس در هر دوی این شهرها کمک می‌کرد. او همچنین طرفدار تجمیع قدرت در دست اسقف‌های کلیسا بود و به همین سبب قدرت و اختیارات بیشتری را به پاپ لئوی کبیر داد.
با این حال مهمترین واقعهٔ سیاسی دوران حکومت او ورود وندالها به آفریقا در ۴۲۹ بود و تا ۴۳۹ تقریباً تمامی شمال آفریقا در تملک آنان قرار گرفته بود. این موضوع سبب شد تا والنتینیان برای خنثی کردن خطر آنها خواهرش پلاچیدیا را به نامزدی هونریک، شاهزادهٔ وندال درآورد، هرچند با این کار نیز نتوانست حملات آنها به ایتالیا را به‌طور کامل متوقف سازد. از سوی دیگر در اسپانیا نیز ادارهٔ نواحی شمال‌غربی آن سرزمین در دستان سوئوی قرار گرفته بود و بیشتر سرزمین گل نیز در اختیار گروه‌هایی از ویزیگوتها، بورگوندیها، فرانک‌ها و آلانها قرار داشت.

### سال‌های پایانی و مرگ
والنتینیان سوم در ۴۵۴ و با دسیسهٔ پترونیوس ماکسیموس، فلاویوس آئتیوس، فرماندهٔ ارشد خود و کسی که بیشترین و مهمترین نقش را در ادارهٔ امور امپراتوری برعهده داشت را با ضربهٔ دشنه‌ای در کاخ خود به قتل رساند. پس از این اتفاق، پترونیوس ماکسیموس که همواره در رقابت با آئتیوس بود از والنتینیان سوم خواست تا او را به همان مقام آئتیوس منصوب نماید، اما امپراتور نپذیرفت. پس پترونیوس نقشهٔ قتل او را چید. بنا بر نوشته‌های ژان انتاکیه‌ای، او که از رد درخواستش توسط امپراتور به خشم آمده بود، اوپتیلا و تراستیلا، سکاهای شجاعی که همراه با آتئیوس جنگیده بودند را برای گرفتن انتقام از والنتینیان ترغیب کرد و آن دو چند روز بعد، امپراتور را در ۱۶ مارس ۴۵۵ به قتل رساندند.